# Габони (Красногородська волость)
Габони (рос. Габоны) — присілок в Красногородському районі Псковської області Російської Федерації.
Населення становить 10 осіб. Входить до складу муніципального утворення Красногородська волость .

## Історія
Від 2015 року входить до складу муніципального утворення Красногородська волость .

## Населення
1. Н/Д[2]